# Šindelný vrch
Šindelný vrch (805,7 m n. m.) je vrchol v pohoří Žďárských vrchů. Nachází se 4 km jihozápadně od obce Herálec a 6 km západně od Devíti skal.
Vrchol je zalesněný, bez výhledu.